# Diamantina (cours d'eau)
La Diamantina (en anglais : Diamantina River) est une rivière coulant en Australie. Elle démarre dans l'État du Queensland avant d'atteindre l'Australie-Méridionale et de s'y jeter dans le Lac Eyre.

## Description
La longueur de la Dimantina est d'environ 900 km, son bassin mesure 157 000 km2. Elle se jette dans le lac Eyre, lac salé. Elle fait donc partie d'un bassin endoréique.

## Origine du nom
La rivière a été nommée par William Landsborough en 1866 pour Diamantina Bowen, épouse de George Bowen, le premier gouverneur du Queensland.

## Divers
- HMAS Diamantina les navires de la Royal Australian Navy nommés d'après cette rivière.